# Jean-Pierre Barillet-Deschamps
Jean-Pierre Barillet-Deschamps (7. června 1824 – 12. září 1873) byl francouzský zahradní architekt, který se podílel na tvorbě mnoha pařížských parků.
Syn zahradníka se stal v roce 1841 učitelem zahradničení v zemědělské kolonii sloužící jako výchovný ústav pro mladistvé delikventy, kterou v červnu 1839 založili vikomt de Bretignières de Courteilles a Fráderic-Auguste Demetz. Později Barillet-Deschamps založil zahradnický podnik v Bordeaux.
Prefekt Haussmann jej povolal do Paříže, aby se podílel na rozsáhlé urbanistické přestavbě hlavního města. Byl jmenován hlavním zahradníkem parků a zahrad města Paříže. Podílel se na tvorbě a úpravě nejvýznamnějších pařížských parků jako jsou Boulogneský a Vincenneský lesík, jardin du Luxembourg, parc Monceau, parc des Buttes-Chaumont a parc Montsouris.
V roce 1865 vytvořil anglickou zahradu pro botanickou zahradu v Le Mans. V Lille navrhl park jardin Vauban a v Roubaix parc Barbieux.
Založil Maison d'Architecte Paysagiste (Dům krajinářské architektury), zahradnickou školku a zahradu u pařížského zámku La Muette a působil i v zahraničí. Nejprve byl povolán do Marseille a Hyères a poté působil v Itálii (Milán a Turín), Belgii, Rakousku, Prusku a dokud odejel do Egypta, kde byl chedivem povolán do Káhiry. Zde působil od roku 1870 až do své smrti v roce 1875, kdy zemřel na plicní onemocnění.
Vytvářel parky, které byly inspirovány anglickou zahradou, a které se vyznačují zvlněnými travnatými plochami, klikatícími se cestami i jezery bohatě doplněné exotickými rostlinami. Tento styl byl někdy kritizován jako eklektický nedbající pravidel anglického parku. Nicméně jeho dílo v 19. století sloužilo jako model nejen pro zahrady ve Francii, ale i v zahraničí.